# 地球の重力
地球の重力（ちきゅうのじゅうりょく）は、地球が地表の上または近くにある物体に及ぼす加速度である。国際単位系では、メートル毎秒毎秒またはニュートン毎キログラムで測定される。約9.81 m/s2の値であり、つまり空気抵抗を無視すれば、地表近くで自由落下する物体の速度は毎秒9.81 m/sずつ増加する。この量は、小文字のgで表されることがある（一方、重力定数は大文字のGで表される）。
重力加速度と地上の物体に働く下向きの重力の間には、ニュートンの運動方程式 (F = ma) で与えられる直接的な関係がある。しかし、正味の加速度には、地球の自転のような他の要因も寄与する。
地球の重力の正確な強さは、場所によって変わる。標準重力として知られる地表の名目上の平均値は、9.80665 m/s2であり、gn、ge（この表記は地球の赤道上の名目値9.78033 m/s2を表す場合もある）、g0、gee、または単にg等とも表される。gの記号は、グラムを表す記号gと混同しやすいが、こちらは斜体にならない。

## 重力の差異と見かけの重力
完全な球形で均一な密度（または中心からの距離のみに比例して密度が変化）の場合、重力場は地表上の全ての点で均一な大きさで、常に球の中心を向く。しかし、地球はこの理想的な球とは若干異なっており、その表面上で、重力の大きさや方向はかなり差異が生じている。さらに、「実効重力」や「見かけの重力」と呼ばれる、地球が物体に及ぼす正味の力は、地球の自転への内部の応答等、様々な要因によっても変化する。鉛直によってこの実効重力を測定することができる。
地球の実効重力の強さに影響を与える要素には、緯度、高度、当該地点の地形、地質等がある。
地表の見かけの重力は、ペルーのワスカランの9.7639 m/s2から北極海海面の9.8337 m/s2まで、約0.7%の差異がある。大都市では、クアラルンプールやメキシコシティ、シンガポールの9.766 m/s2からオスロやヘルシンキの9.825 m/s2までの差異がある。

### 緯度

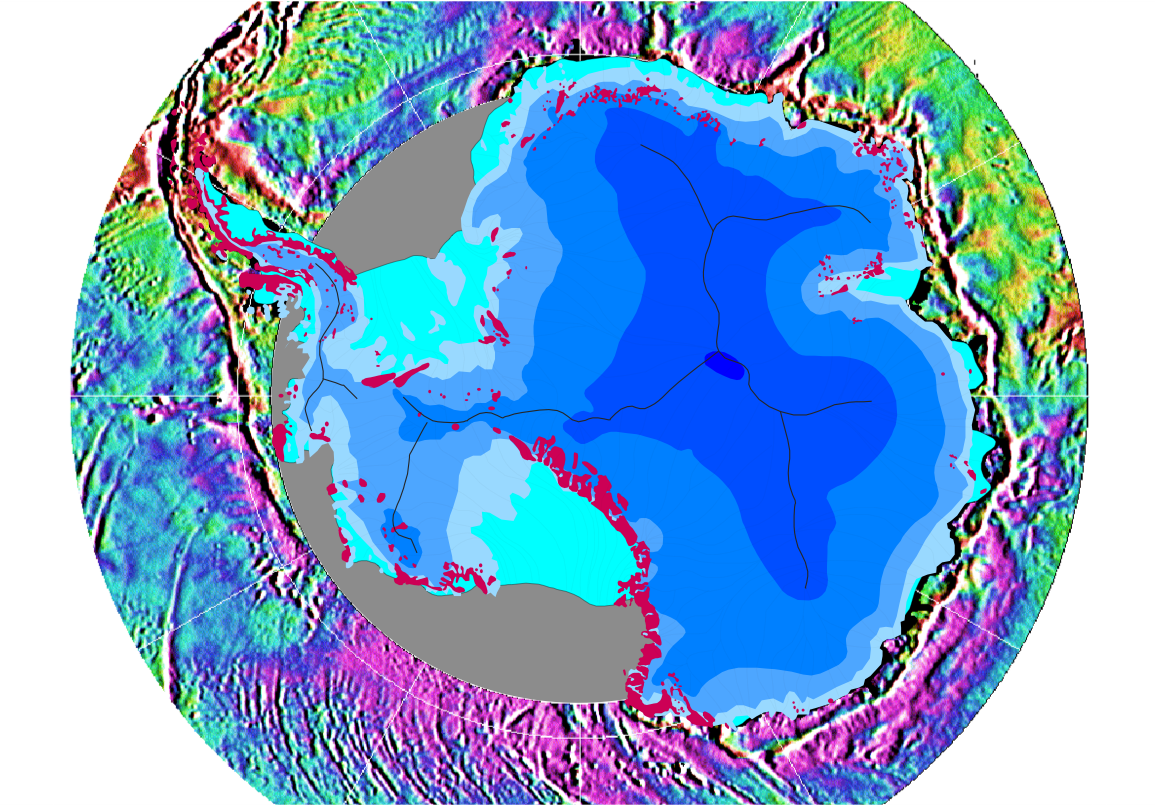
南極大陸の周りの重力の変動

地球の表面は回転しており、そのため慣性系ではない。赤道付近の緯度では、地球の自転によって生じる外向きの遠心力は、極付近の緯度よりも大きい。この力は、地球の重力を赤道付近で最大0.3%打ち消し、見かけの下向きの加速度を減少させる。
緯度によって重力が異なる2番目の原因は、地球の赤道付近の膨らみにより、赤道上の物体の方が地球の中心からの距離が遠くなる効果である。この力は、2つの物体の間の重力相互作用に由来するため、その間の距離の2乗に反比例し、赤道上の物体は、極の物体よりも重力に引かれる力が弱くなる。
これらの効果により、海面の重力加速度は、赤道付近で9.780 m/s2なのに対し、極付近で9.832 m/s2となり、物体の重量は、赤道と比べると極で約0.5%大きくなる。
同じ2つの要因は、実効重力の方向にも影響を与える。赤道からも極からも離れた場所では、実効重力の方向は正確に地球の中心を指さず、いくらか反対側の極を向いたジオイドの表面に垂直な方向を指す。この偏移の約半分は慣性のせいであり、もう半分は赤道の余分な質量のために真の重力の方向が変化しているせいである。

### 高度

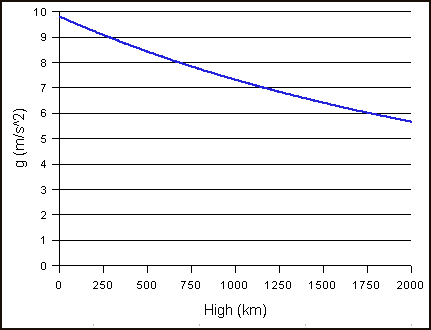
重力と物体の高さの関係について示すグラフ

高度が高くなると地球の中心からの距離が離れるため、重力は高度が上がるにつれて減少する。他の条件が全て同じであれば、海面高から高度9,000 mまで上ると、重量は約0.29%減少する（見かけの重量に影響を与える追加の要因には、高度が上がると空気の密度が減少し、物体の浮力が減少するというのもある。これにより、高度9,000 mではヒトの体重は約0.08%増加する）。
軌道上の宇宙飛行士は、地球の重力から「逃げる」のに十分高い高度を飛行しているため無重力であるという良くある誤解がある。実際は、スペースシャトルの典型的な高度である400km程度では、地表の約90%もの強さの重力が残っている。無重力は、実際は軌道上の物体が自由落下していることに由来する。
地面の隆起の効果は、地面の密度に依存する。山脈の上空3万フィートを飛行する者は、同じ高さの海面上を飛行する者と比べてより大きい重力がかかる。しかし、地表に立っている者は、高度が上がるほど小さい重力がかかる。
以下の公式は、高度によるおおよその地球の重力の変化を表すものである。
{\displaystyle g_{h}=g_{0}\left({\frac {r_{e}}{r_{e}+h}}\right)^{2}}
ここで、ghは高度hの重力加速度、reは地球の平均半径、g0は標準重力加速度である。この公式は、地球を半径に沿って質量が対称に分布する完全な球として扱っている。さらに正確な数学的取扱いについては下記で述べる。

### 深度
地球のおおよその密度の深度依存は、質量は球対称に分布する（深度のみに依存し、緯度や経度には関係しない）と仮定することで得られる。このような天体の場合、重力加速度は中心に向かう。中心から距離rの地点の重力は、半径rの球内部の質量のみに依存し、外部からの全ての寄与は相殺される。これは重力の逆2乗則の帰結である。また、全ての質量が地球の中心に集まっていた場合は、重力は同一となるという帰結も得られる。従って、この半径rでの重力加速度g(r)は、
{\displaystyle g(r)=-{\frac {GM(r)}{r^{2}}}}
となる。ここでGは重力定数、M(r)は半径rの球内部の合計質量である。地球が一定の密度ρを持つと仮定すると、質量はM(r) = (4/3)πρr3となり、重力の深度依存性は、
{\displaystyle g(r)={\frac {4\pi }{3}}G\rho r}
で与えられる。
半径rの増加にともなって密度が中心のρ0から地表のρ1まで線形に増加するとすれば、ρ(r) = ρ0 - (ρ0 - ρ1) r / reとなり、重力の深度依存性は、
{\displaystyle g(r)={\frac {4\pi }{3}}G\rho _{0}r-\pi G\left(\rho _{0}-\rho _{1}\right){\frac {r^{2}}{r_{e}}}}
で表される。
地震波の到達時間によって推測できる密度と重力の真の深度依存は、以下のグラフで示される。
|  |  |

### 局地的な地形や地質
山脈の存在等の局地的な地形の差異や、付近の岩の密度等の局地的な地質の差異は、地球の重力場の変動の要因となり、これは重力異常として知られる。これらの異常の一部は非常に広範囲になることがあり、海面を膨らませたり振り子時計を狂わせたりすることがある。
これらの重力異常の研究は、重力地球物理学の基礎となった。変動は高感度の重力計で計測され、地形やその他の既知の要因の効果を除外し、その結果のデータから結論が出される。このような技術は現在、原油や鉱物を探す採鉱者によって用いられている。しばしば鉱石を含んでいる密度の大きい岩は、通常の地表よりも重力場が高くなる。密度の小さい堆積岩の場合はその逆である。

### その他の要因
空中では、物体には浮力がかかり、見かけの重力の強さを減少させる。この効果の大きさは、空気の密度（即ち気圧）に依存する。
潮の原因にもなっている月や太陽の重力の影響は地球の見かけの重力の強さに対しては、非常に小さく、相対位置に依り、一日を通して2 μm/s2 (0.2 mGal)程度の変化である。

### 都市ごとの重力の比較
以下の表は、世界中の様々な都市での重力加速度を示す。掲載された都市の中で、最も低いのはメキシコシティ(9.776 m/s2)で最も高いのはアンカレッジ(9.826 m/s2)である。
| 都市             | 重力加速度(m/s2) |
| ---------------- | ---------------- |
| アムステルダム   | 9.817            |
| アンカレッジ     | 9.826            |
| アテネ           | 9.800            |
| オークランド     | 9.799            |
| バンコク         | 9.780            |
| ブリュッセル     | 9.815            |
| ブエノスアイレス | 9.797            |
| コルカタ         | 9.785            |
| ケープタウン     | 9.796            |
| シカゴ           | 9.804            |
| コペンハーゲン   | 9.821            |
| デンバー         | 9.798            |
| フランクフルト   | 9.814            |
| ハバナ           | 9.786            |
| ヘルシンキ       | 9.825            |
| 香港             | 9.785            |
| イスタンブール   | 9.808            |
| ジャカルタ       | 9.777            |
| クアラルンプール | 9.776            |
| クウェート       | 9.792            |
| リスボン         | 9.801            |
| ロンドン         | 9.816            |
| ロサンゼルス     | 9.796            |
| マドリード       | 9.800            |
| マニラ           | 9.780            |
| メキシコシティ   | 9.776            |
| モントリオール   | 9.809            |
| ニューヨーク     | 9.802            |
| ニコシア         | 9.797            |
| オスロ           | 9.825            |
| オタワ           | 9.806            |
| パリ             | 9.809            |
| リオデジャネイロ | 9.788            |
| ローマ           | 9.803            |
| ヘルシンキ       | 9.825            |
| シアトル         | 9.811            |
| シンガポール     | 9.776            |
| スコピエ         | 9.804            |
| ストックホルム   | 9.818            |
| シドニー         | 9.797            |
| 台北             | 9.790            |
| 東京             | 9.798            |
| バンクーバー     | 9.809            |
| ワシントンD.C.   | 9.801            |
| ウェリントン     | 9.803            |
| チューリッヒ     | 9.807            |

### 数学モデル

#### 緯度モデル
海面上では、緯度φでの重力加速度gφは次の式で推定される。
{\displaystyle g_{\phi }=9.780327\left(1+0.0053024\sin ^{2}\phi -0.0000058\sin ^{2}2\phi \right){\frac {\mathrm {m} }{\mathrm {s} ^{2}}}}
これは1967年の国際標準重力公式である。ヘルメルト方程式やクレロー方程式とも呼ばれる。この式は、以下のように書くこともできる。
{\displaystyle \ g_{\phi }=\left(9.8061999-0.0259296\cos(2\phi )+0.0000567\cos ^{2}(2\phi )\right)\,{\frac {\mathrm {m} }{\mathrm {s} ^{2}}}}
または
{\displaystyle \ g_{\phi }=\left(9.780327+0.0516323\sin ^{2}(\phi )+0.0002269\sin ^{4}(\phi )\right)\,{\frac {\mathrm {m} }{\mathrm {s} ^{2}}}}
gを求めるその他の公式には、WGS-84がある。
{\displaystyle \ g_{\phi }=\left(9.7803267714~{\frac {1+0.00193185138639\sin ^{2}\phi }{\sqrt {1-0.00669437999013\sin ^{2}\phi }}}\right)\,{\frac {\mathrm {m} }{\mathrm {s} ^{2}}}}
WGS-84とヘルメルト方程式の差は、0.68×10-6 m/s2以下である。

## 万有引力の法則からのgの推定
万有引力の法則から、質量m2の物体に働く地球の重力Fは以下の式で与えられる。
{\displaystyle F=G{\frac {m_{1}m_{2}}{r^{2}}}=\left(G{\frac {m_{1}}{r^{2}}}\right)m_{2}}
ここで、r は地球の中心から物体までの距離、m1は地球の質量である。
さらに、運動方程式より以下のように書ける。
{\displaystyle F=m_{2}g\,}
上記2つの式を比較すると、次の式が得られる。
{\displaystyle g=G{\frac {m_{1}}{r^{2}}}}
海面での重力による加速度gを得るためには、この式に重力定数Gと地球質量m1、地球半径r の値を代入すればよい。
{\displaystyle g=G{\frac {m_{1}}{r^{2}}}=(6.6742\times 10^{-11}\ \mathrm {m} ^{3}\ \mathrm {kg} ^{-1}\ \mathrm {s} ^{-2}){\frac {5.9736\times 10^{24}\ \mathrm {kg} }{(6.37101\times 10^{6}\ \mathrm {m} )^{2}}}=9.822\ \mathrm {m} \ \mathrm {s} ^{-2}}
この式により得られたgの値は、おおよそ測定値と一致する。誤差は、上述したいくつかの因子によるものである。
この計算で用いたm1とrの値にはかなりの誤差があり、Gの値も正確に測定するのはかなり難しい。
逆にG、g、rの値が既知であれば、地球の質量m1が推定できる。この方法は、ヘンリー・キャヴェンディッシュによって用いられた。

## 地球、太陽、月、惑星の重力の比較
下の表は、太陽、月、太陽系のそれぞれの惑星、その主要な衛星、冥王星、エリスの表面における重力加速度を比較している。木星型惑星（木星、土星、天王星、海王星）の場合、「表面」は、雲頂を意味している。太陽の場合、「表面」は光球を意味している。この表の中の値は、惑星の自転による効果や木星型惑星の雲頂の風の速度を考慮したものではなく、したがって、一般的に言えば極付近での真の重力に近い値である。参考として、物体が100 m落下する時間とその時の速度が示されている。空気抵抗は無視している。
| 天体     | 対地球比 | m/s2   | 100m落下時間 到達速度 | 100m落下時間 到達速度 |
| -------- | -------- | ------ | --------------------- | --------------------- |
| 太陽     | 27.90    | 274.1  | 0.85 s                | 843 km/h              |
| 水星     | 0.3770   | 3.703  | 7.4 s                 | 98 km/h               |
| 金星     | 0.9032   | 8.872  | 4.8 s                 | 152 km/h              |
| 地球     | 1        | 9.8067 | 4.5 s                 | 159 km/h              |
| 月       | 0.1655   | 1.625  | 11.1 s                | 65 km/h               |
| 火星     | 0.3895   | 3.728  | 7.3 s                 | 98 km/h               |
| 木星     | 2.640    | 25.93  | 2.8 s                 | 259 km/h              |
| イオ     | 0.182    | 1.789  | 10.6 s                | 68 km/h               |
| エウロパ | 0.134    | 1.314  | 12.3 s                | 58 km/h               |
| ガニメデ | 0.145    | 1.426  | 11.8 s                | 61 km/h               |
| カリスト | 0.126    | 1.24   | 12.7 s                | 57 km/h               |
| 土星     | 1.139    | 11.19  | 4.2 s                 | 170 km/h              |
| タイタン | 0.138    | 1.3455 | 12.2 s                | 59 km/h               |
| 天王星   | 0.917    | 9.01   | 4.7 s                 | 153 km/h              |
| チタニア | 0.039    | 0.379  | 23.0 s                | 31 km/h               |
| オベロン | 0.035    | 0.347  | 24.0 s                | 30 km/h               |
| 海王星   | 1.148    | 11.28  | 4.2 s                 | 171 km/h              |
| トリトン | 0.079    | 0.779  | 16.0 s                | 45 km/h               |
| 冥王星   | 0.0621   | 0.610  | 18.1 s                | 40 km/h               |
| エリス   | 約0.0814 | 約0.8  | 15.8 s                | 46 km/h               |